# Dactylorhiza kerneriorum
Dactylorhiza kerneriorum là một loài thực vật có hoa trong họ Lan. Loài này được (Soó) Soó mô tả khoa học đầu tiên năm 1962.